# Mont de Gébroulaz

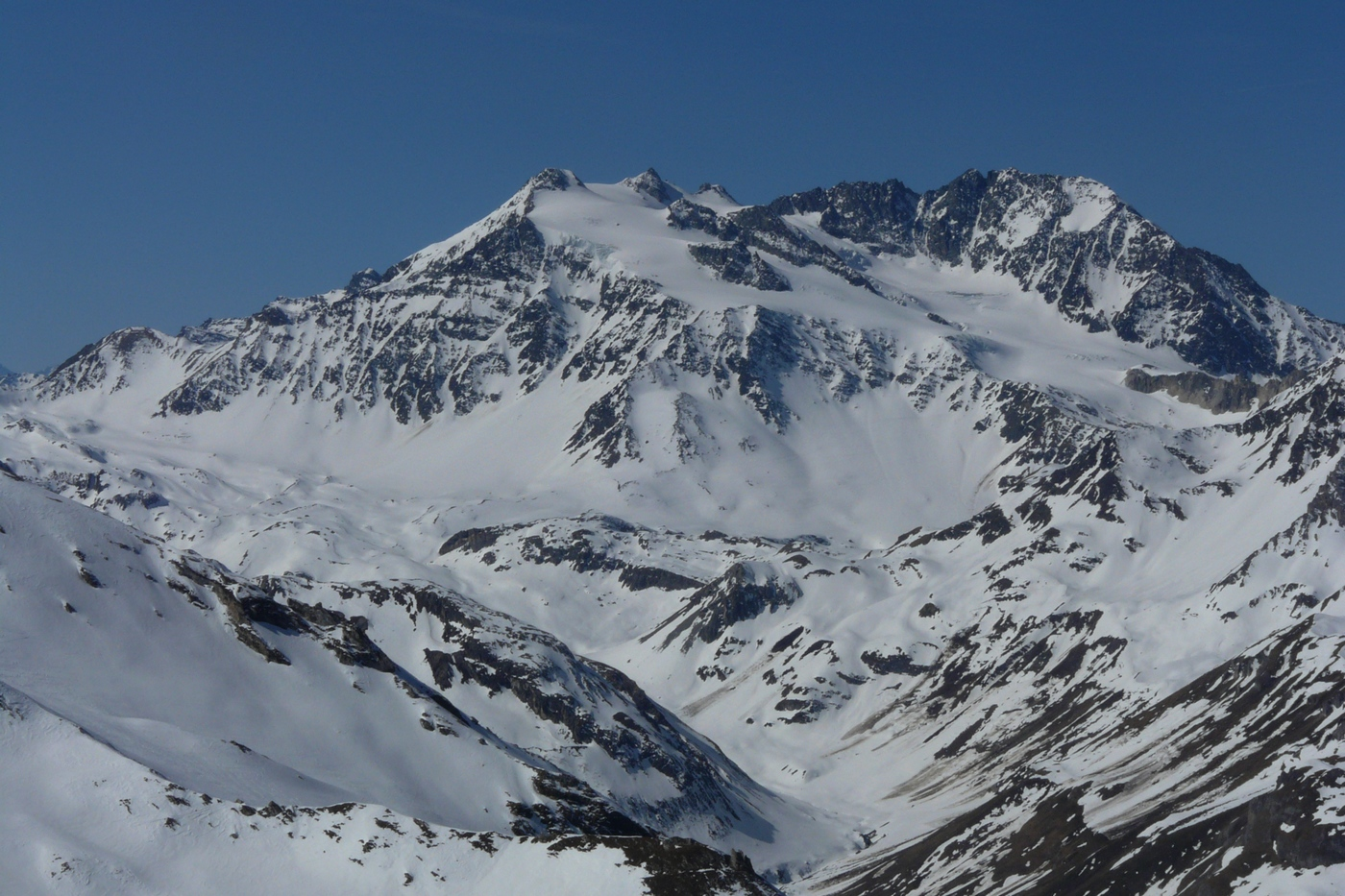
Dôme de Polset, Aiguille de Polset en Mont Gébroulaz (centraal op de foto)

De Mont de Gébroulaz is een 3511 meter hoge berg in het Franse departement Savoie. De berg behoort tot de westelijke groep van de Grajische Alpen. Net ten noorden ligt de Col de Gébroulaz, die de scheiding vormt tussen de Glacier de Gébroulaz (ten noorden en oosten) en de Glacier de Chavière (ten westen en zuiden). Even ten oosten van de Mont de Gébroulaz bevindt zich de Aiguille de Polset. Aan de overzijde van de Col de Gébroulaz bevindt zich de Aiguille de Péclet, die net iets hoger is.
De naam Gébroulaz is een toponiem afgeleid van het Gallische gabra met de verkleinende suffix -oulaz, verwijzend naar een vrouwelijke gems.
Het toponiem verwees oorspronkelijk naar een plaats nabij Méribel, waarna de naam ook ging verwijzen naar gletsjer (Glacier de Gébroulaz), berg en col..